# Казимир Ундерко
Казимир (Казімєж) Казимирович Ундерко (пол. Kazimierz Underko; 22 грудня 1912, Кам'янець-Подільський, Російська імперія — 20 жовтня 1977, Варшава, Польська Народна Республіка) — генерал бригади Народного війська польського.

## Біографія
Народився 22 грудня 1912 року в Кам'янці-Подільському. Поляк. Батько — Казимир Францевич Ундерко (нар 1888), уродженець Львова, працював торговцем. 1 квітня 1930 року Кам'янець-Подільським ГПУ був висланий на північ Російської РФСР за антирадянську пропаганду (реабілітований 17 квітня 1991 року).
Закінчив польську початкову школу в Кам'янці-Подільському та польське технічне училище в Києві, працював техніком-конструктором. Член ВЛКСМ з 1929 року, член ВКП (б) з 1935 року. З 1935 року служив в РСЧА офіцером-техніком, викладав сільське господарство в технікумі в Кам'янці. 26 травня 1939 року заарештований НКВД за безпідставним звинуваченням у шпигунстві. 2 вересня 1940 року особливим розпорядженням НКВС СРСР засуджений до 8 років позбавлення волі у ВТТ; звільнений навесні 1943 року і спрямований до лав Польських збройних сил у СРСР (Сельці, близько Оки).
З травня 1943 року заступник командира взводу, пізніше заступник командира роти і командир автомобільної роти 1-ї польської піхотної дивізії імені Тадеушка Косцюшко. Брав участь в боях за Демблін, варшавський округ Прага і за Варшаву (звільнення в січні 1945 року), в прориві Померанського валу, переправи через Одер і Берлінській операції. У грудні 1945 року очолив автомобільну службу 1-ї польської піхотної дивізії, в березні 1946 року проведений в майори.
У 1947 році очолив 1-й автомобільний полкоперативної групи «Вісла» з березня 1948 року керував відділом Департаменту транспортної служби Міністерства національної оборони Польщі. У вересні 1949 року одержав польське громадянство, з квітня 1950 року став комендантом Офіцерської автомобільної школи в Пилі, з січня 1952 року начальник відділу Керівництва автомобільної служби, з січня 1954 року — заступник начальника автомобільної служби Польщі. У квітні 1956 року очолив технічний відділ Генерального штабу Війська Польського, в липні отримав військове звання генерала бригади.
З листопада 1957 року — директор центрального інженерного управління Міністерства зовнішньої торгівлі ПНР. У липні 1964 року призначений торговим представником в Москві (інженер-консультант до 30 листопада 1971 року). У травні 1972 року рішенням віцеміністра національної оборони генерала дивізії Юзефа Урбановича відправлений у відставку. Посмертно реабілітований військовою прокуратурою Прикарпатського військового округу 9 лютого 1990 року.

## Нагороди
- Орден «Знамя Труда» II ступеня (1963)
- Командорський хрест ордена Відродження Польщі (1972)
- Кавалерський хрест ордена Відродження Польщі (1958)
- Хрест хоробрих (1945)
- Золотий хрест Заслуги (1946)
- Срібний хрест Заслуги (1946)
- Срібна медаль «Заслуженим на полі Слави» (тричі, 1945)
- Медаль «За участь в боях за Берлін» (1966)
- Медаль 10-річчя Народної Польщі
- Золота медаль «Збройні сили на службі Батьківщині»
- Срібна медаль «Збройні сили на службі Батьківщині»
- Срібна медаль «За заслуги при захисті країни» (1968)
- Орден Червоної Зірки
- Орден Вітчизняної війни II ступеня
- Медаль «За перемогу над Німеччиною у Великій Вітчизняній війні 1941—1945 рр.»